# 孫增二
孫增二（大犬座λ）是大犬座中一顆藍白色調的單獨恆星。孫增二的視星等是+4.48，在無光害的場所可以用裸眼看見。根據從地球觀察到的恆星視差7.70mas ，它與太陽的距離為424光年。由於星際塵埃的消光，在這樣的距離上它的視亮度會降低0.14等。
這是一顆恆星光譜為B4V的B型主序星。估計它的年齡是4,000萬年，恆星的投影旋轉速度為102公里/秒。它的質量是5.7太陽質量，亮度是太陽亮度的560倍，表面的有效溫度為16,300K。

## 外部連結
- Kaler, James N., , STARS (University of Illinois), March 8, 2013  [2017-09-08], （原始内容存档于2017-02-11）.